# 良德县
良德县，中国古旧县名。
隋朝开皇十年（590年），改务德县为良德县。唐朝初，属泷州。武德六年（623年），分广州的电白县、连江县置高州。武德中，良德县归于高州。贞观二十三年（649年），高州治所由高凉县徙治良德县。大历十一年（776年），徙治电白县。北宋开宝五年（972年），废。
良德县城遗址暨高凉郡城遗址，位于今广东省高州市北部东岸镇的良德坡上。因修建高州水库，良德县城遗址全部被淹。